# Euphorbia namuskluftensis
Euphorbia namuskluftensis L.C.Leach es una especie fanerógama perteneciente a la familia de las euforbiáceas. Es endémica de Namibia. Su natural hábitat son las zonas rocosas.

## Descripción
Se produce en la piedra caliza blanca en Namuskluft. Es una especie enana no espinosa. Tiene tubérculos que se dividen en numerosas ramas de tallos cortos.  Tienen pequeñas flores de color amarillo cuando florecen, y son de color verde. Crece mejor en la sombra leve, pero necesita un lugar que sea cálido y luminoso. La pudrición de la raíz puede ocurrir si se deja en el suelo húmedo durante mucho tiempo. Las amenazas incluyen las plagas y enfermedades, como los ácaros y el moho.
Los frutos de las euforbiáceas son cápsulas duras, leñosas, compuesto por tres segmentos, cada uno conteniendo una semilla relativamente grande. Cuando la cápsula madura, explota y esparce las semillas a distancias increíbles. Como las semillas de euphorbia tiene una vida útil limitada, rara vez se ofrece comercialmente.

## Taxonomía
Euphorbia namuskluftensis fue descrita por Leslie Charles Leach y publicado en Journal of South African Botany 49: 189. 1983.
Etimología
Euphorbia: nombre genérico que deriva del médico griego del rey Juba II de Mauritania (52 a 50 a. C. - 23), Euphorbus, en su honor – o en alusión a su gran vientre –  ya que usaba médicamente Euphorbia resinifera. En 1753 Carlos Linneo asignó el nombre a todo el género.
namuskluftensis: epíteto